# Martina Hellmann
Martina Hellmann (născută Opitz; n. 12 decembrie 1960, Leipzig, RDG) este o atletă ce a reprezentat Germania, medaliată olimpică. A participat la două ediții ale Jocurilor Olimpice (1988, 1992) în care a câștigat o medalie de aur în proba aruncarea discului. De asemnea, a devenit campioană mondială în 1983 și 1987.

## Palmares
| An                                       | Competiție                               | Locație                                  | Loc                                      | Note                                     |
| Reprezentând Republica Democrată Germană | Reprezentând Republica Democrată Germană | Reprezentând Republica Democrată Germană | Reprezentând Republica Democrată Germană | Reprezentând Republica Democrată Germană |
| ---------------------------------------- | ---------------------------------------- | ---------------------------------------- | ---------------------------------------- | ---------------------------------------- |
| 1983                                     | Campionatul Mondial                      | Helsinki, Finlanda                       | 1                                        | 68,94 m                                  |
| 1983                                     | Cupa Europei                             | Londra, Marea Britanie                   | 1                                        | 69,00 m                                  |
| 1985                                     | Cupa Europei                             | Moscova, Uniunea Sovietică               | 2                                        | 68,20 m                                  |
| 1985                                     | Cupa Mondială                            | Canberra, Australia                      | 1                                        | 69,78 m                                  |
| 1986                                     | Jocurile Goodwill                        | Moscova, Uniunea Sovietică               | 2                                        | 69,04 m                                  |
| 1986                                     | Campionatul European                     | Stuttgart, Germania de Vest              | 3                                        | 68,26 m                                  |
| 1987                                     | Campionatul Mondial                      | Roma, Italia                             | 1                                        | 71,62 m                                  |
| 1988                                     | Jocurile Olimpice                        | Seul, Coreea de Sud                      | 1                                        | 72,30 m                                  |
| 1990                                     | Campionatul European                     | Split, Iugoslavia                        | 3                                        | 66,66 m                                  |
| Reprezentând Germania                    |                                          |                                          |                                          |                                          |
| 1991                                     | Campionatul Mondial                      | Tokio, Japonia                           | 4                                        | 67,14 m                                  |
| 1992                                     | Jocurile Olimpice                        | Barcelona, Spania                        | 14                                       | 60,52 m                                  |

## Legături externe
- Materiale media legate de Martina Hellmann la Wikimedia Commons
- en Martina Hellmann la World Athletics
- en Martina Hellmann la Olympedia.org